# Middletown (contea di Orange, New York)
Middletown è una città statunitense della contea di Orange, nello stato di New York.